# Sylvester Nguni
Pour les articles homonymes, voir Nguni.
 (janvier 2015).
Sylvester Nguni est un homme politique zimbabwéen.